# Milford Center, Ohio
Milford Center là một làng thuộc quận Union, tiểu bang Ohio, Hoa Kỳ. Năm 2010, dân số của làng này là 792 người.

## Dân số
- Dân số năm 2000: 626 người.
- Dân số năm 2010: 792 người.